# Sandeid
Sandeid is een plaats in de Noorse gemeente Vindafjord, provincie Rogaland. Sandeid telt 557 inwoners (2007) en heeft een oppervlakte van 0,82 km².

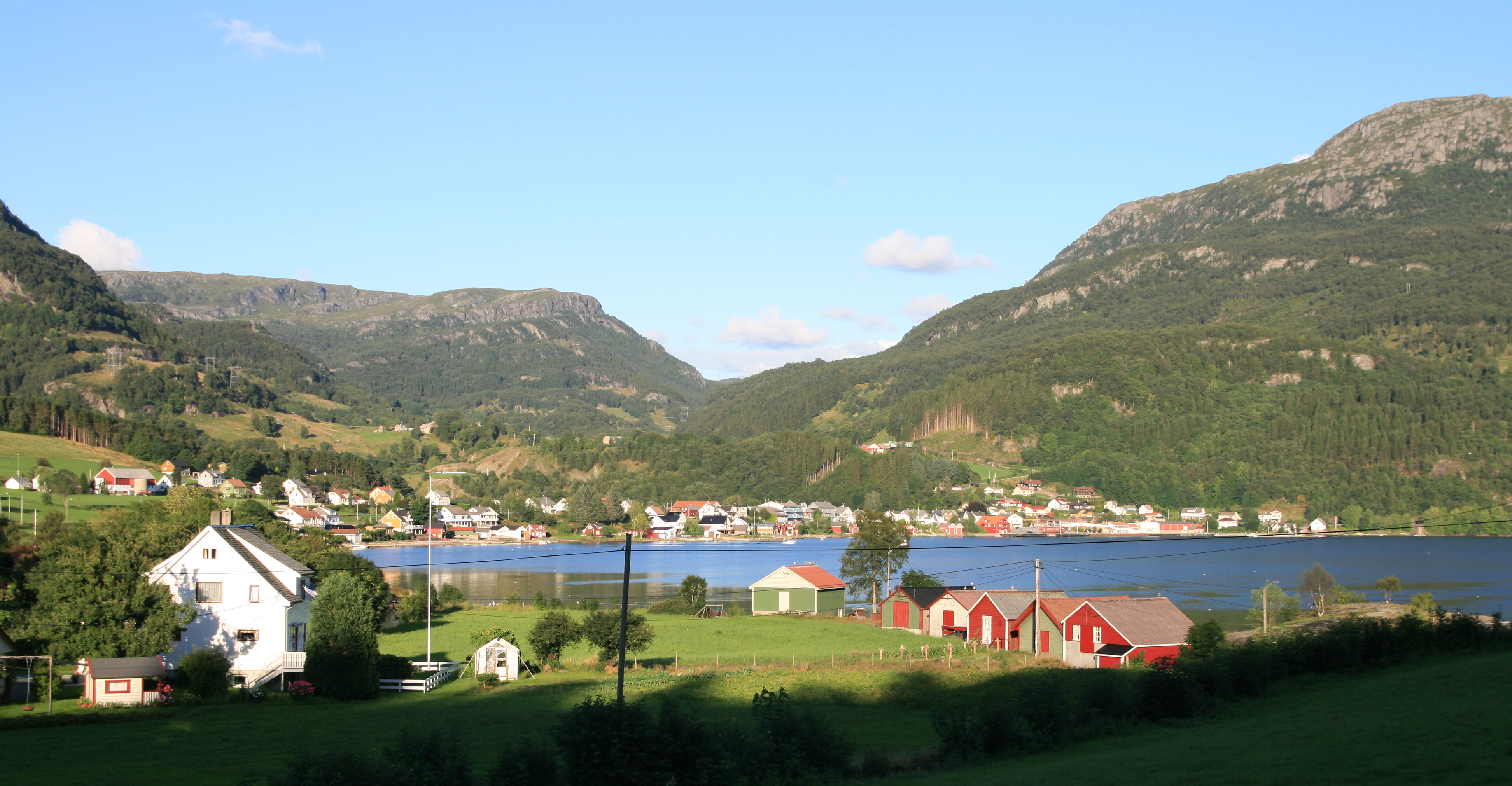
Sandeid
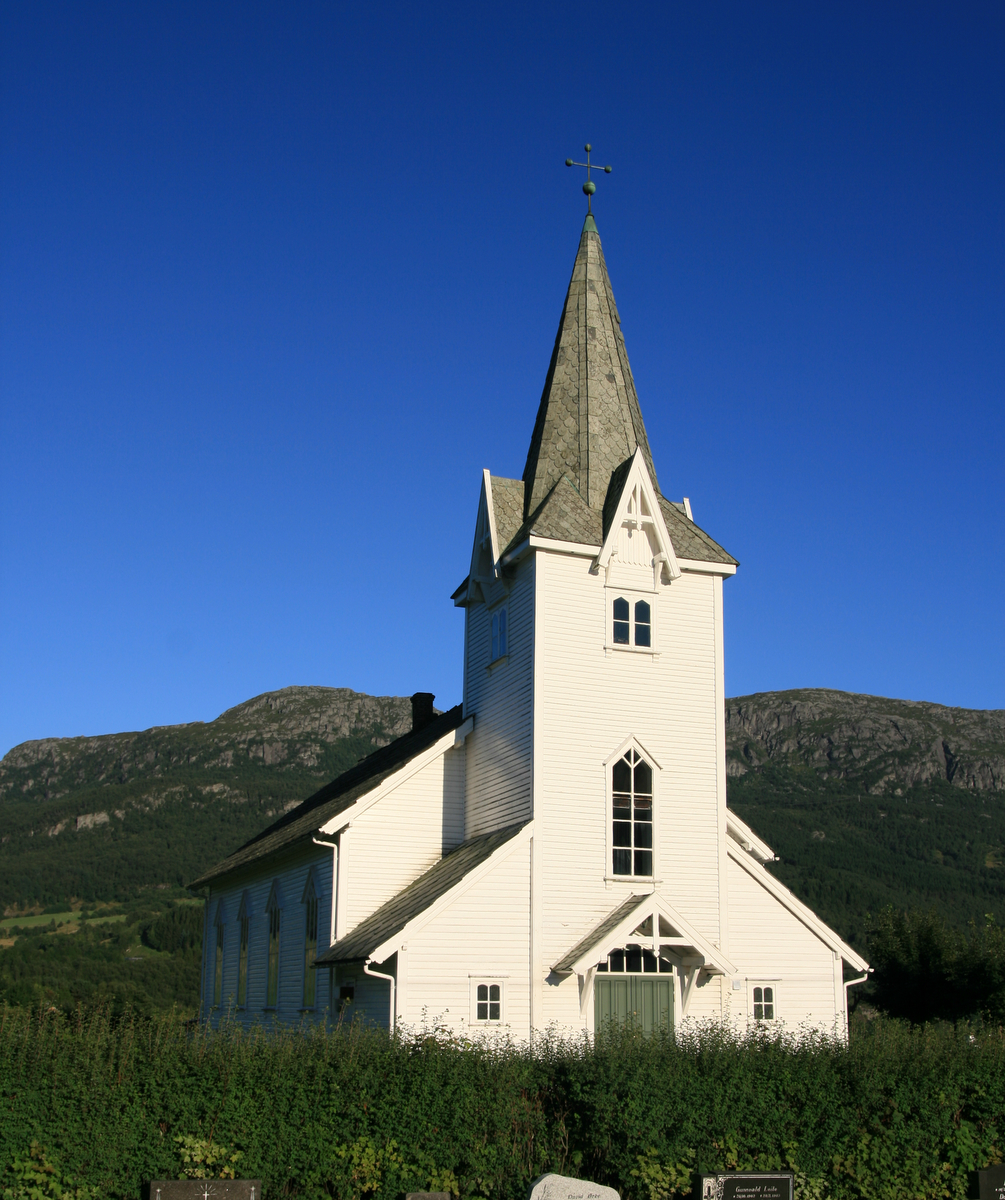
Kerk van Sandeid